# 謝盛友
謝 盛友（しゃ せいゆう、ユー・シエ(You Xie)、1958年10月1日 - ）は、中国出身のドイツの政治家、ジャーナリスト、著述家である。

## 生涯
謝は1958年10月1日に中国・海南省文昌県（現 文昌市）湖山郷茶園村で生まれた。学齢期に文化大革命があり、謝は学校に通うことができず、辺境地での労働を強制された。文化大革命終結により大学入試が再開された後、1979年に広州市の中山大学に入学してドイツ語と英語を学び、1983年に卒業した。大学卒業後、上海のフォルクスワーゲン社で通訳として働いた。
1988年にドイツ・バイエルン州に自費留学し、ヨーロッパまで鉄道で移動した。オットー・フリードリヒ大学バンベルクでドイツ語と文学、ジャーナリズム、ヨーロッパ民族学を学び、1993年、中国共産党の報道政策に関する論文で修士号を取得した。1993年から1996年まで、フリードリヒ・アレクサンダー大学エアランゲン＝ニュルンベルクの博士課程でヨーロッパ法制史を学んだ。
1989年まで、謝は登録社団ドイツ中国人留学生・学者協会の会長を務めていた。1999年に中国語による雑誌"European Chinese News"（ヨーロッパ中国語ニュース）を創刊し、2011年まで発行していた。2006年からは、キリスト教雑誌"Overseas Campus"の編集長を務めている。謝はヨーロッパ中国語作家協会（欧州華文作家協会）の副会長である。
2013年4月20日、バンベルクのキリスト教社会同盟(CSU)の党員は謝を市議会議員候補に選出した。2014年、謝はCSUの全候補者の中で最も多くの票を獲得してバンベルク市議会議員に当選した。2019年欧州議会議員選挙では、CSUを代表して候補者となった。欧州議会議員選挙では初のアジア出身の候補者である。
2010年、謝は中国の新聞『南方週末』の「中国の有識者100人」に選ばれた。

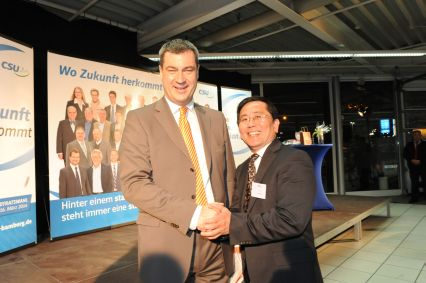
You Xie mit Markus Söder 2014

## 家系と私生活
謝盛友は謝安の56代の子孫に当たる。謝氏の系譜によると、謝安の26代の子孫の謝文卿は福建省普天出身の学者で、蘇軾と同時期に海南島に流刑されたという。謝盛友は謝文卿の30代の子孫である。父の謝晋川は国民党党員、母の周慧蘭は小学校の教師だった。祖父の謝熹は国民党の一員として北伐に参加した。従姉妹の謝飛は長征に参加し、後に劉少奇と結婚した。
謝盛友はキリスト教徒である。中山大学在学中に同級生の張申華と出会い、1986年1月18日に結婚した。息子が1人いる。妻とともにバンベルクに住み、「チャイナファン」という中華料理店を経営している。2010年、謝はドイツ国籍を取得した。

## 主な著作物
- Als Chinese in Bamberg, Erich Weiß Verlag, バンベルク, 2013, ISBN 978-3-940821-28-7
- 微言徳国, Deutschland betrachten (1. bis 4. Band), China Fan Verlag, バンベルク, 2001, ISBN 3-00-007430-9
- Identität,Integrität, Integration, Serie in European Chinese News, Ausgabe Dezember 2010 ff.
- 主編《那片熱土》, 旅徳中華学術連誼会出版,  ゲッティンゲン, 1996
- 主編《東張西望:看歐洲家庭教育》,  新鋭文創,  台北, 2011, ISBN 9789866094057
- 主編《歐洲綠生活：向歐洲學習過節能、減碳、廢核的日子》,  釀出版, 台北, 2013, ISBN 9789865871475 [12]

## 受賞歴
- 1994年 - 中央日報 徵文首獎（『中國人的代價』に対して）[13]
- 2016年 - 蓮花杯世界華文詩歌獎[14]